# Radio Nantes
Radio Nantes était une station de radio française régionale privée de Catégorie B créée par le groupe SIPA - Ouest-France diffusée à Nantes et dans le sud du département de la Loire-Atlantique jusqu'en 2001. Elle fut remplacée à la suite de la fusion avec Fréquence Ille basée à Rennes par Hit West le 14 mai 2001.

## Historique
La station Radio Nantes a été créée le 23 décembre 1982 par Georges Polinski dans la Loire-Atlantique.
Le 27 février 1990 Radio Nantes déménage du no 8 de la place du Commerce pour rejoindre de nouveaux locaux à la médiathèque Jacques-Demy. Ces changements de locaux ont lieu à l'arrivée de la régie publicitaire Précom du groupe SIPA - Ouest-France qui procède à une augmentation du capital
Rapidement, la station se voit attribuer de nouvelles fréquences. Au total ce sont cinq fréquences qui exploitées, réparties sur les départements de la Loire-Atlantique, du Maine-et-Loire, et de la Vendée.
En 2001, en vue de créer un réseau régional avec la fusion de Fréquence Ille, Radio Nantes se voit attribués deux nouvelles fréquences dans le sud-Bretagne à Lorient et à Vannes. 

## Identité de la station

### Slogans
Selon la source
- 1983-1984 : Branchez vous sur la bande à part
- 1984-1986 : La bande à part !
- 1986-1991 : La récré des oreilles
- 1991-2001 : Elle chante 100 % français et informe 100 % Nantais

### Siège
- 8 place du Commerce à Nantes au 4e étage
- à partir du 27 février 1990 : 15, rue de l'Héronnière (médiathèque Jacques-Demy)

### Capital
- 100 % Nantes Médias (régie Précom - groupe SIPA - Ouest-France)

## Personnalités de la station

### Animateur notable
- Joachim Garraud

### Journaliste notable
- Paul-Emmanuel Géry